# عاموس إيتون
عاموس إيتون (بالإنجليزية: Amos Eaton)‏ (و. 1776 – 1842 م) هو عالم نبات، ومحامي أمريكي، ولد في تشاتهام، توفي في تروي، نيويورك، عن عمر يناهز 66 عاماً.

## التعليم
تعلم في جامعة ييل، وكلية ويليامز.

## روابط خارجية
- عاموس إيتون على موقع الموسوعة البريطانية (الإنجليزية)